# 吉﨑ちひろ
吉﨑 ちひろ（よしざき ちひろ、1991年 - ）は、青森放送（RAB）のアナウンサーである。

## 来歴
青森県青森市出身。
大学在学中の2011年、祖父と祖母の勧めで第16代ミスりんごに応募して選ばれ、2013年春まで青森りんごの宣伝活動に携わった。
大学を卒業後、2014年に青森放送に入社。報道局アナウンス部に配属され、アナウンサーになる。
2017年6月、吉﨑が担当する『十日市秀悦のサタデー横丁』の1コーナー「昼下がりの名画座」が第42回（2016年度）アノンシスト賞に出品され、ラジオフリートーク部門 北海道・東北ブロック新人奨励賞を受賞した。
2022年4月下旬に罹患した新型コロナウィルスの後遺症により12月まで休養していたが、2023年1月11日の『GO!GO!らじ丸』にて番組復帰した。

## 人物
血液型はO型。星座はかに座。
特技はバレーボール、ギター、その時の気分を即興で歌にすること。『十日市秀悦のサタデー横丁』の担当初回では、自らが作った曲をギターで弾き語りした。

## 過去の担当番組

### テレビ
- 大好き、青森県。
- ZIP!FRIDAY - 「おいしく減塩 3ダウンクッキング」担当（2016年4月1日 - ）[1]
- RABニュースレーダー - 天気予報担当（2018年4月 - 2020年9月）
- 東奥日報ニュース

### ラジオ
- ピックアップ・ミュージック（ - 2015年3月29日）
- いってらっしゃい!小学生の作文リレー（ - 2016年4月1日）
- ミュージック・パレット（ - 2016年5月14日）
- Chill wiz time
- こちら松森一丁目らじお倶楽部（2016年4月2日 - 2017年3月25日）[1]
- 十日市秀悦のサタデー横丁（2016年4月2日 - 2018年3月31日）[1]
- GO!GO!らじ丸 - 第2水曜 11:55 - 13:00 の公開生放送担当（2016年4月 - ）
- RABニュースレーダー
- Happiness Shower
- リデアでモーター・ホビー買取りまSHOW!
- 海の気象ニュース
- 土曜はDON（2018年4月7日 - ）
- D2（2019年4月6日 - ）
- 今日も!あさぷり - （2018年4月5日 - 2021年3月25日、2019年7月3日から水曜も担当）